# Musikjahr 1914
Liste der Musikjahre

◄◄ | ◄ | 1910 | 1911 | 1912 | 1913 | Musikjahr 1914 | 1915 | 1916 | 1917 | 1918 | ► | ►►

Weitere Ereignisse
Dieser Artikel behandelt das Musikjahr 1914.

## Ereignisse

### Uraufführungen

#### Oper
- 19. Februar: Im Teatro Regio in Turin wird die Oper Francesca da Rimini von Riccardo Zandonai uraufgeführt.

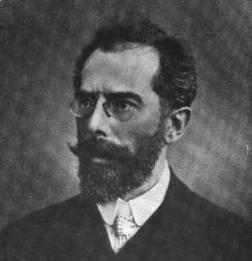
Franz Schalk

- 01. April: Die Uraufführung der Oper Notre Dame von Franz Schmidt nach dem Roman Der Glöckner von Notre-Dame von Victor Hugo findet unter der Leitung von Franz Schalk an der Hofoper in Wien statt. Die Sopranistin Marie Gutheil-Schoder singt die Rolle der Esmeralda. Die Aufführung der bereits in den Jahren 1903–06 entstandenen Oper ist zuvor durch Gustav Mahler und Felix Weingartner abgelehnt worden. Das Werk wird Schmidts größter Erfolg, gerät aber trotzdem bald in Vergessenheit.
- 10. Mai: Die Uraufführung der Oper Die Marketenderin von Engelbert Humperdinck auf das Libretto von Robert Misch erfolgt in Köln.
- 15. Mai: Die Oper Mârouf, savetier du Caire von Henri Rabaud wird an der Pariser Opéra-Comique uraufgeführt.
- 11. Juni: Die Uraufführung der Oper Don Juans letztes Abenteuer von Paul Graener findet in Leipzig statt.
- Ebenfalls im Jahr 1914 erscheint die Oper Cléopâtre von Jules Massenet.

#### Operette
- 04. Januar: Die Uraufführung der Operette Die goldene Hanna von Leo Ascher findet im Apollo Theater in Wien statt.
- 30. Januar: Die Uraufführung der Operette Endlich Allein von Franz Lehár auf ein Libretto von Alfred Maria Willner und Robert Bodanzky erfolgt am Theater an der Wien.
- 31. Januar: Die Uraufführung der Operette Der erste Kuss von Ludwig Rochlitzer findet am Carltheater in Wien statt.
- 14. Februar: In Berlin wird die Operette Jung-England von Leo Fall uraufgeführt.
- 01. Oktober: Die Uraufführung der Operette Immer feste druff von Walter Kollo erfolgt im Theater am Nollendorfplatz in Berlin.
- 09. November: Die Uraufführung der Operette Rund um die Liebe von Oscar Straus auf das Libretto von Robert Bodanzky und Friedrich Thelen erfolgt am Johann Strauß-Theater in Wien und wird vom Publikum gut aufgenommen. Das Werk wird nach der Premiere 380 Mal in Folge aufgeführt.
- 17. Dezember: Die Uraufführung der Operette Was tut man nicht aus Liebe von Leo Ascher findet im Ronacher Etablissement in Wien statt.

Weitere Operettenuraufführungen
- Edmund Eysler: Frühling am Rhein.
- Carl Michael Ziehrer: Das dumme Herz (in Wien).
- Emmerich Kálmán: Gold gab ich für Eisen (in Wien).
- Heinrich Berté: Der Märchenprinz (in Hannover)
- Robert Stolz: Das Lumperl im Wilhelma-Theater in Stuttgart.
- Ralph Benatzky: Prinzchens Frühlingserwachen! (Operette); Anno 1914 (Singspiel); Das Scheckbuch des Teufels (Operette); General Wutsikoff (Operette)

#### Sinfonie
- 27. Mai: A London Symphony von Ralph Vaughan Williams hat ihre Uraufführung in der Queen’s Hall in London. Die Aufführung ist ein Erfolg, aber kurze Zeit später geht die Partitur auf dem Postweg zum Dirigenten Fritz Busch in Deutschland verloren, ungefähr zum selben Zeitpunkt, als der Erste Weltkrieg ausbricht.

### Sonstiges
- 01. Januar: Neujahrspremiere in Europas Theatern. Nach Ablauf des 30-jährigen Urheberrechtsschutzes hat Bayreuth nicht mehr das Monopol auf den Parsifal von Richard Wagner.
- 17. März: Eröffnung des Tip Top Theaters in der Amsterdamer Innenstadt.
- 15. Juli: The Memphis Blues, von W. C. Handy 1912 als Notenblatt veröffentlicht, wird in New York von der Victor Military Band als Instrumentalstück aufgenommen, wohl die erste Aufnahme eines Blues überhaupt.

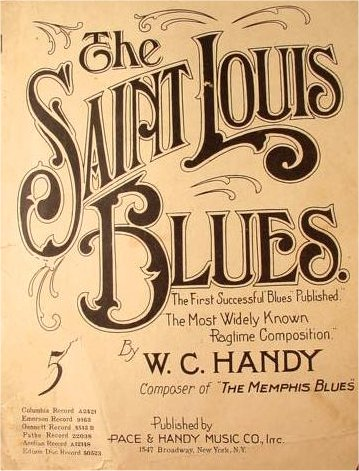
Notencover von W. C. Handys St. Louis Blues 1914

- 00. September: W. C. Handy veröffentlicht den St. Louis Blues.
- 2. Oktober: Morton Harvey nimmt The Memphis Blues mit einem von George A. Norton geschriebenen Text auf: die erste Aufnahme eines gesungenen Blues.
- 15. Oktober: Der italienische Tenor Beniamino Gigli gibt sein Operndebüt in Rovigo mit der Partie des Enzo in Amilcare Ponchiellis La Gioconda.
- Der britische Militärkapellmeister Kenneth J. Alford schreibt den Colonel Bogey March.

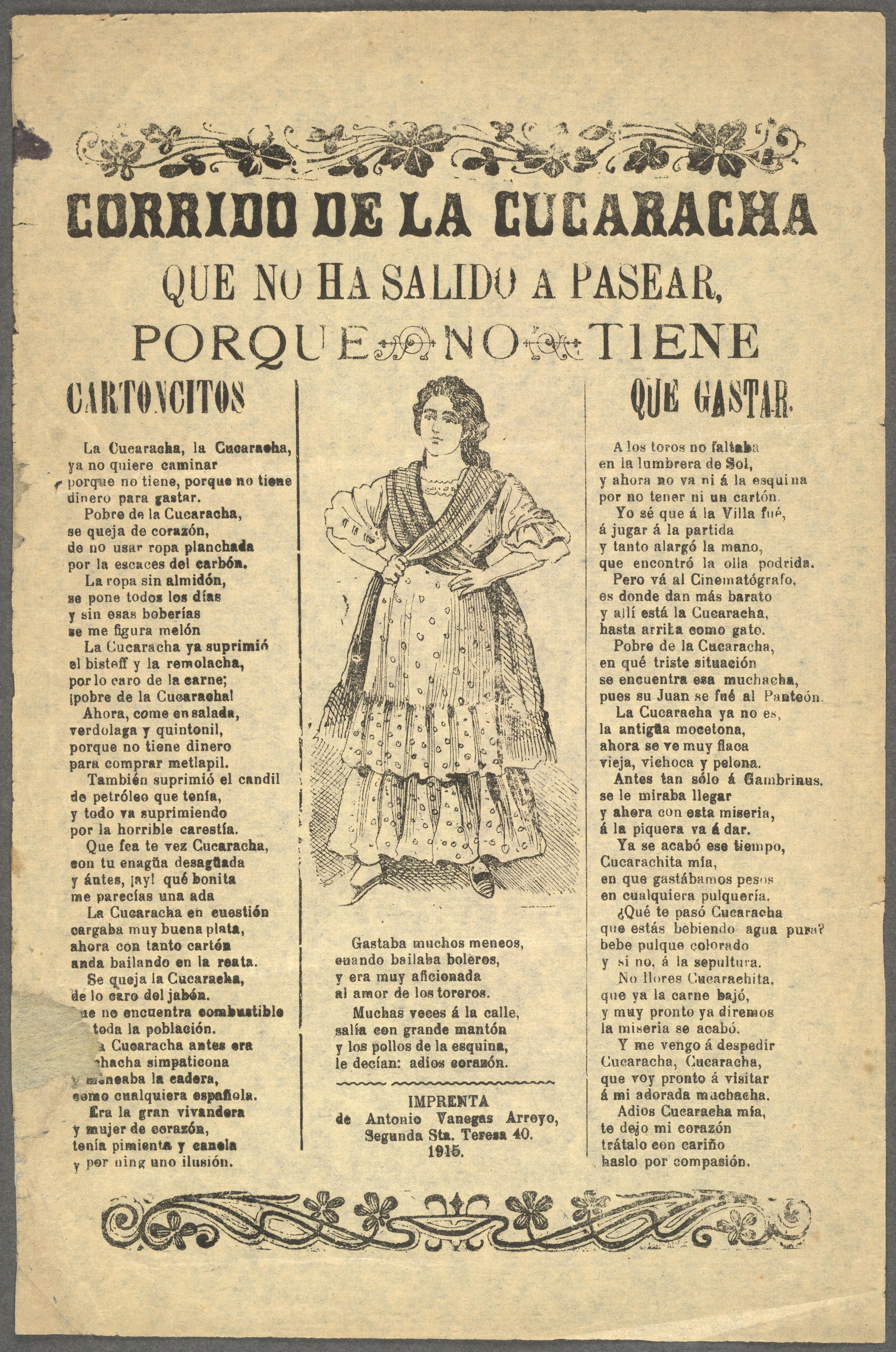
Zeitgenössisches corrido-Gesangsblatt von La cucaracha während der Mexikanischen Revolution

- Während der Mexikanischen Revolution wird das gegen die Truppen von Präsident Venustiano Carranza gerichtete Lied La Cucaracha populär.
- Fiddlin’ John Carson ist der Gewinner der zweiten Georgia Old-Time Fiddlers’ Conventions.

## Geboren

### Januar bis März
- 01. Januar: Edith Picht-Axenfeld, deutsche Cembalistin († 2001)
- 09. Januar: Alfredo Attadía, argentinischer Bandoneonist, Bandleader, Arrangeur und Komponist († 1982)

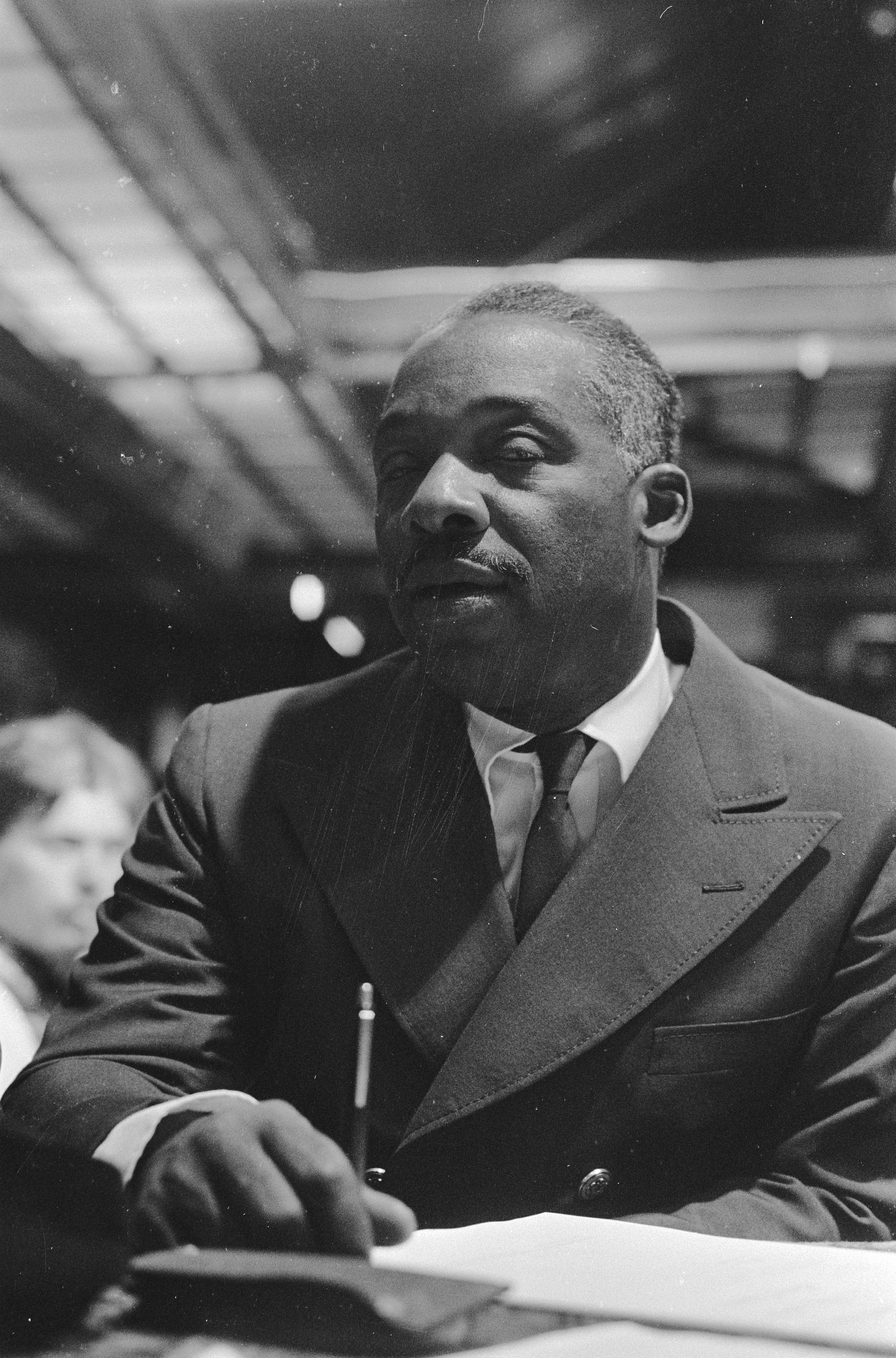
Kenny Clarke; * 9. Januar

- 09. Januar: Kenny Clarke, US-amerikanischer Jazz-Musiker († 1985)
- 15. Januar: Kiyoshige Koyama, japanischer Komponist († 2009)
- 15. Januar: Marcel Laurencelle, kanadischer Chorleiter, Musikpädagoge und Komponist († 1991)
- 16. Januar: Richard Eaton, kanadischer Chorleiter, Organist und Komponist († 1968)

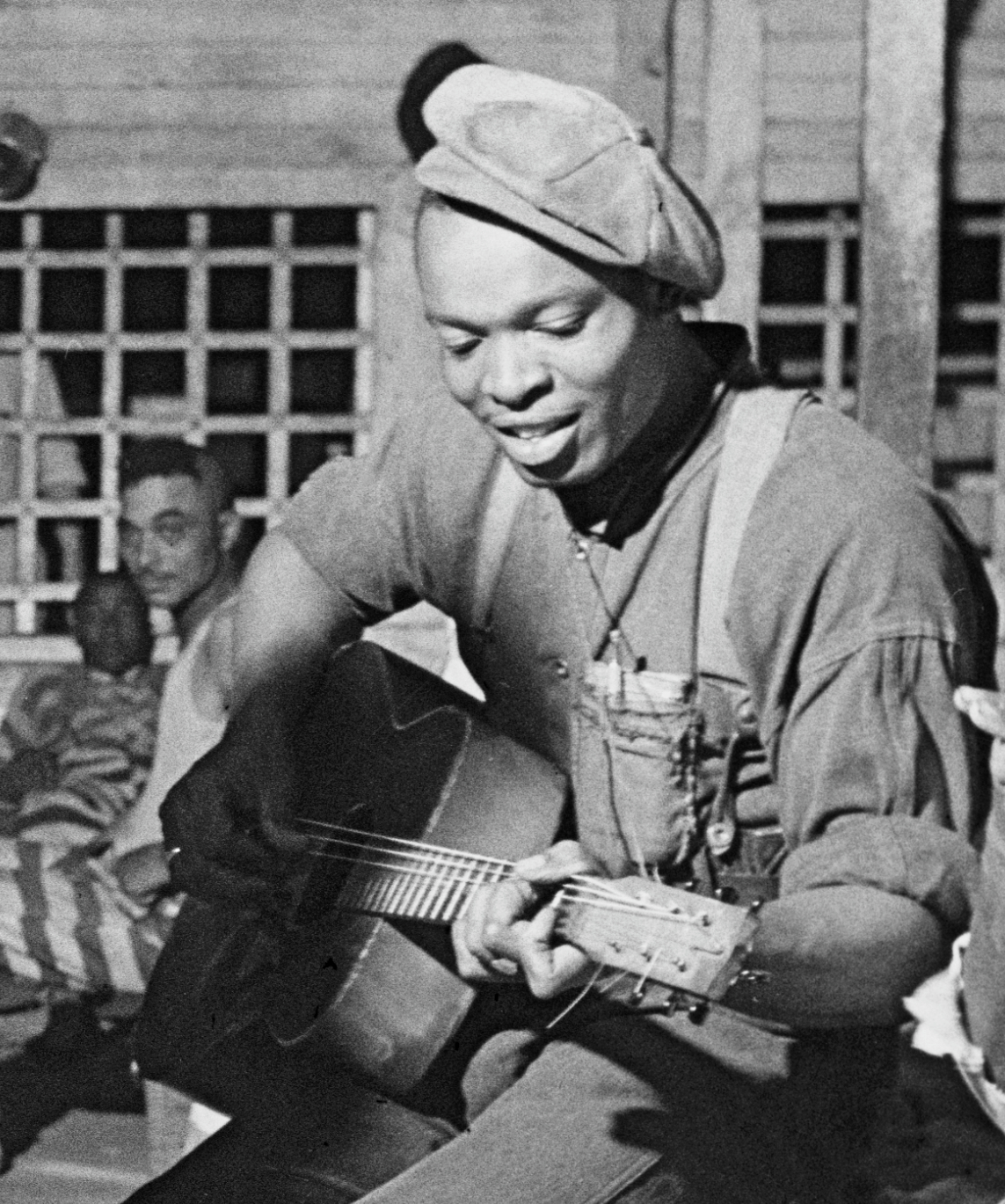
Buddy Moss; * 16. Januar

- 16. Januar: Eugene „Buddy“ Moss, US-amerikanischer Blues-Gitarrist, Mundharmonikaspieler und Sänger († 1984)
- 18. Januar: Janet Elizabeth Mathews, australische Musiklehrerin († 1992)
- 25. Januar: James Flora, amerikanischer Gebrauchsgrafiker und bildender Künstler, Gestalter von Plattencovers († 1998)
- 26. Januar: Orlando Goñi, argentinischer Tangopianist und Bandleader († 1945)
- 06. Februar: Thurl Ravenscroft, US-amerikanischer Basssänger, Synchronsprecher und Schauspieler († 2005)
- 09. Februar: Ernest Tubb, US-amerikanischer Country-Sänger und Wegbereiter der Honky Tonk Music († 1984)
- 10. Februar: Larry Adler, US-amerikanischer Mundharmonikaspieler († 2001)
- 18. Februar: Pee Wee King, US-amerikanischer Country-Musiker († 2000)
- 20. Februar: Hans Pischner, deutscher Cembalist und Musikwissenschaftler († 2016)
- 24. Februar: Otto von Rohr, deutscher Opernsänger († 1982)
- 27. Februar: Winifred Atwell, Pianistin aus Trinidad († 1983)
- 05. März: Philip Farkas, US-amerikanischer Hornist und Mitbegründer der International Horn Society († 1992)
- 07. März: Wolf Durmashkin, litauischer Komponist, Dirigent und Pianist († 1944)
- 11. März: William Lloyd Webber, englischer Kirchenmusiker und Komponist († 1982)
- 12. März: Jan Kapr, tschechischer Komponist († 1988)
- 13. März: Bob Haggart, US-amerikanischer Jazzmusiker, Komponist und Arrangeur († 1998)
- 13. März: Shmuel Baruch Taube, polnisch-israelischer Kantor († 2008)
- 18. März: César Guerra-Peixe, brasilianischer Komponist († 1993)
- 19. März: Roméo Mastrocola, kanadischer Geiger († 1984)
- 21. März: Aldo Campoamor, argentinischer Tangosänger († 1968)
- 21. März: Heinz Crucius, deutscher Komponist († 2007)
- 23. März: Arthur Romano, italienisch-kanadischer Saxophonist, Klarinettist, Oboist, Englischhornist und Musikpädagoge († 1964)
- 28. März: Clara Petrella, italienische Sopranistin († 1987)
- 30. März: Sonny Boy Williamson I., US-amerikanischer Bluesmusiker († 1948)
- 31. März: Tita Galatro, argentinische Tangosängerin und Schauspielerin († 1988)

### April bis Juni

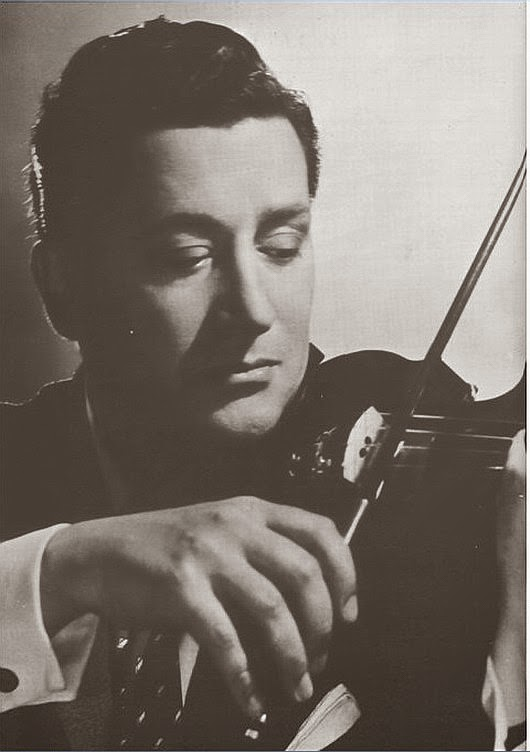
Hugo Baralis; * 2. April

- 02. April: Hugo Baralis, argentinischer Tangomusiker, Geiger, Arrangeur und Bandleader († 2002)

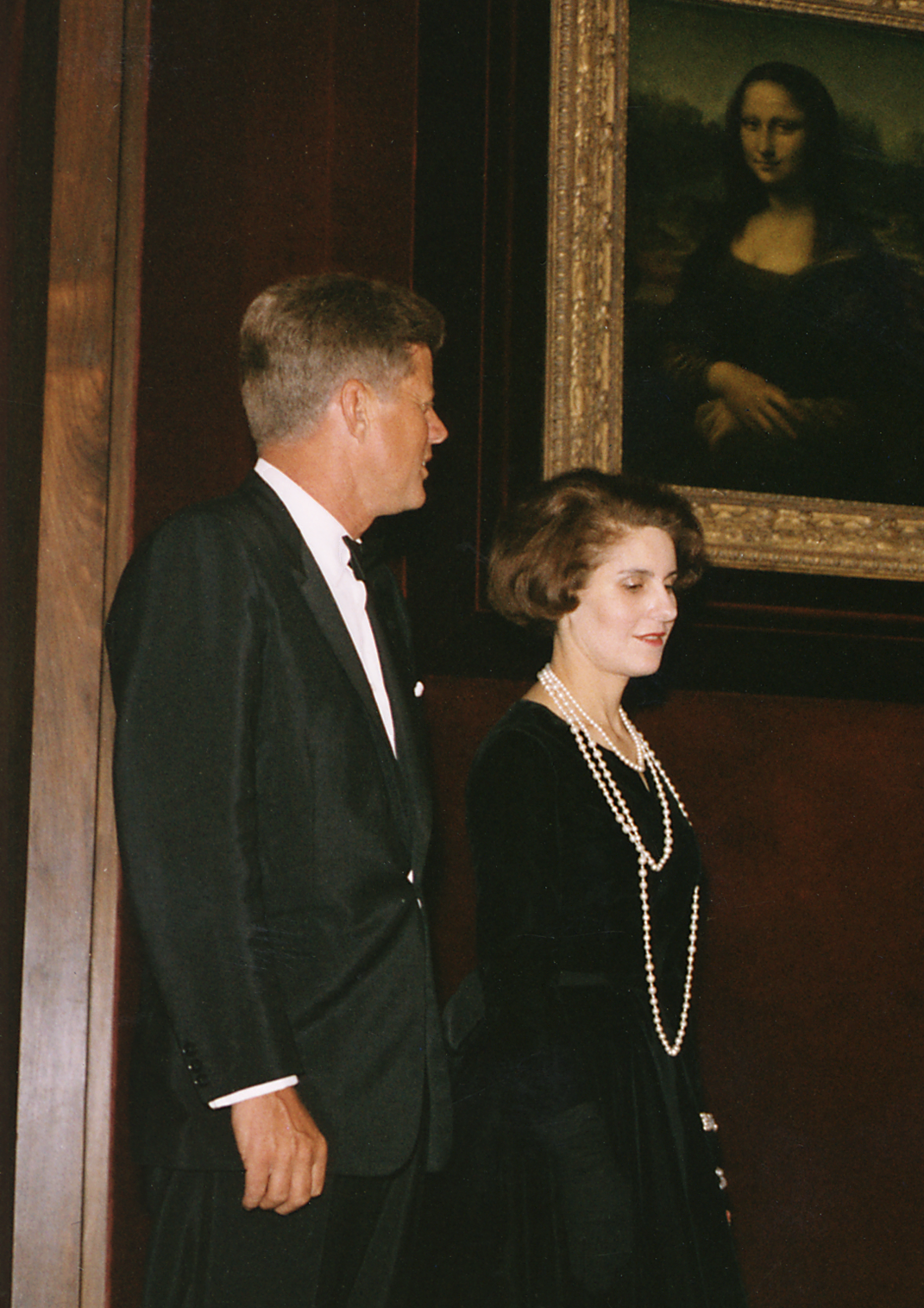
Madeleine Malraux mit John F. Kennedy vor der Mona Lisa in der National Gallery of Art am 8. Januar 1963

- 06. April: Walter Wieben, deutscher Kirchenmusiker, Organist, Kantor und Komponist († 2019)
- 07. April: Madeleine Malraux, französische Pianistin († 2014)
- 14. April: Jiří Reinberger, tschechoslowakischer Organist, Orgelsachverständiger, Musikpädagoge und Komponist († 1977)
- 21. April: Carlos García, argentinischer Tangopianist, Orchesterleiter und Komponist († 2006)
- 22. April: Hans Baumann, deutscher Lyriker, Liedschreiber, Kinder- und Jugendbuchautor († 1988)
- 24. April: Ruth Waghalter, deutsche Musikerin und Opfer des Faschismus († 1943)
- 25. April: Bob Russell, US-amerikanischer Liedschreiber († 1970)
- 29. April: Werner Baer, deutsch-australischer Musiker († 1992)
- 30. April: Sid Weiss, US-amerikanischer Jazzmusiker († 1994)
- 04. Mai: Sijodullo Schahidij, sowjetisch-tadschikischer Komponist († 1985)
- 09. Mai: Artie Baker, US-amerikanischer Jazzmusiker († 2004)
- 09. Mai: Ángel E. Lasala, argentinischer Komponist und Pianist († 2000)
- 09. Mai: Carlo Maria Giulini, italienischer Dirigent († 2005)
- 09. Mai: Hank Snow, kanadischer Country-Sänger († 1999)
- 09. Mai: Peter Wehle, österreichischer Komponist, Autor und Kabarettist († 1986)
- 13. Mai: L. C. Robinson, US-amerikanischer Blues-Sänger, Gitarrist and Fiddle-Spieler († 1976)
- 14. Mai: Eduardo Del Piano, argentinischer Bandoneonist, Arrangeur und Bandleader († 1987)
- 16. Mai: Maria Eiselt, deutsche Sängerin sowie Theater- und Filmschauspielerin († 2002)
- 22. Mai: Maurice Blackburn, kanadischer Komponist, Dirigent, Klanggestalter für Filme und Erbauer von Streichinstrumenten († 1988)

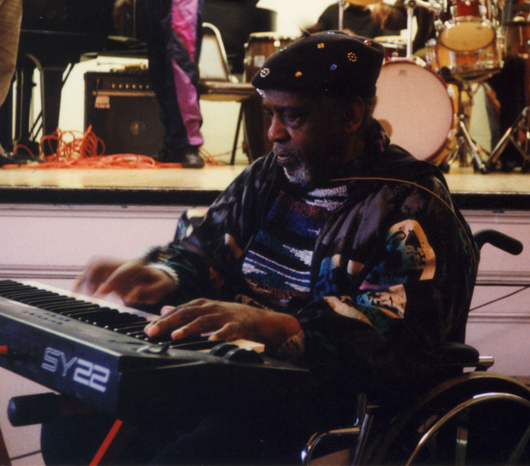
Sun Ra; * 22. Mai

- 22. Mai: Sun Ra, Jazzmusiker und Orchesterleiter († 1993)
- 26. Mai: Harold „Shorty “Baker, US-amerikanischer Jazzmusiker († 1966)
- 27. Mai: Hugh Le Caine, kanadischer Physiker, Komponist und Pionier der elektronischen Musik († 1977)
- 30. Mai: Bobby Sherwood, US-amerikanischer Jazzmusiker († 1980)
- 31. Mai: Akira Ifukube, japanischer Komponist und Professor († 2006)
- 01. Juni: Isidor Burdin, israelisch-moldauisch-sowjetischer Violinist, Dirigent, Komponist und Lehrer († 1999)
- 05. Juni: Felix Aprahamian, britischer Musikkritiker und Autor († 2005)
- 07. Juni: Ernst Bader, deutscher Liederdichter und Komponist († 1999)
- 09. Juni: Hermann Haller, Schweizer Komponist († 2002)
- 10. Juni: Marvin Duchow, kanadischer Komponist, Musikwissenschaftler und -pädagoge († 1979)
- 10. Juni: Rosita Serrano, chilenische Sängerin und Schauspielerin († 1997)
- 10. Juni: Ekkehard Tietze, deutscher Kirchenmusiker († 1995)
- 14. Juni: Geoffrey Newton Sharp, britischer Musikkritiker und Musikschriftsteller († 1974)
- 15. Juni: Rudy Bruder, belgischer Jazz- und Boogiemusiker (nach † 1956)
- 16. Juni: Colette Maze, französische Pianistin († 2023)
- 19. Juni: Lester Flatt, US-amerikanischer Country-Musiker († 1979)
- 24. Juni: Kari Diesen, norwegische Schauspielerin und Sängerin († 1987)
- 26. Juni: Wolfgang Windgassen, deutscher Tenor († 1974)
- 29. Juni: Rafael Kubelík, Schweizer Dirigent und Komponist († 1996)

### Juli bis September
- 01. Juli: August Scharnagl, deutscher Musikpädagoge und Musikforscher († 2007)
- 08. Juli: Link Davis, US-amerikanischer Musiker († 1972)

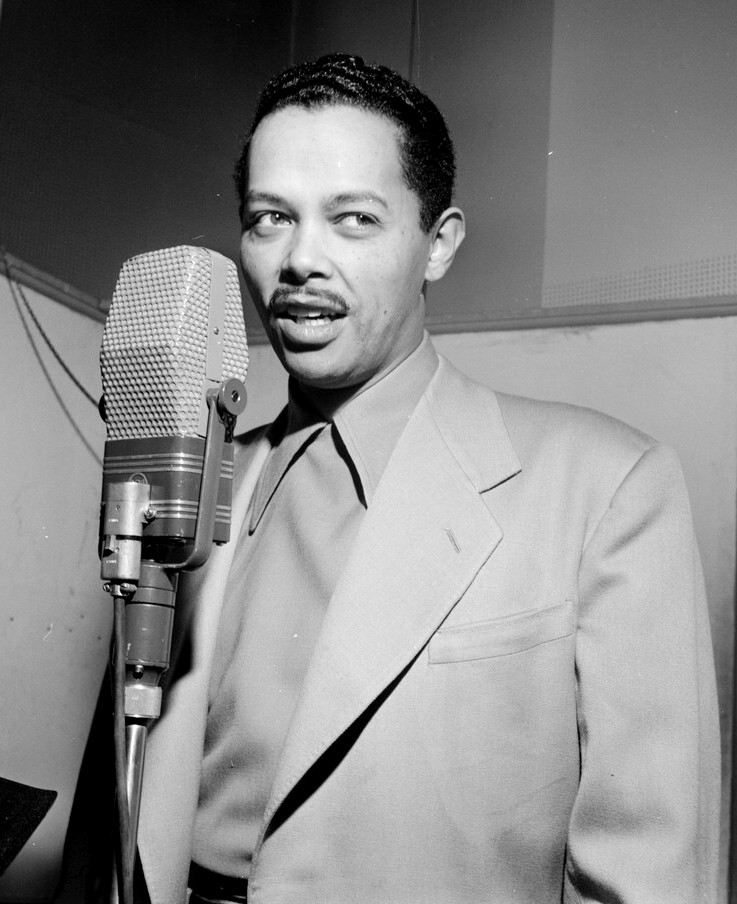
Billy Eckstine; * 8. Juli

- 08. Juli: Billy Eckstine, US-amerikanischer Jazzsänger und Bandleader († 1993)
- 11. Juli: Aníbal Troilo, argentinischer Musiker, Arrangeur, Bandleader und Komponist († 1975)
- 18. Juli: Herbert Collum, deutscher Kirchenmusiker († 1982)
- 19. Juli: Valérie Bak, ungarische Koloratursopranistin († 2005)
- 19. Juli: Josef Páleníček, tschechischer Pianist und Komponist († 1991)
- 20. Juli: Franz „Teddy“ Kleindin, deutscher Jazz- und Unterhaltungsmusiker († 2007)
- 24. Juli: Riccardo Malipiero, italienischer Komponist († 2003)
- 26. Juli: Erskine Hawkins, US-amerikanischer Jazztrompeter und Bandleader († 1993)
- 27. Juli: Lluís Benejam i Agell, katalanischer Violinist und Komponist († 1968)
- 28. Juli: Ricardo Ruiz, argentinischer Tangosänger († 1976)
- 31. Juli: Isolde Ahlgrimm, österreichische Cembalistin († 1995)
- 02. August: Roman Ryterband, polnischer Komponist, Dirigent und Pianist († 1979)
- 05. August: Stjepan Šulek, kroatischer Komponist und Dirigent († 1986)

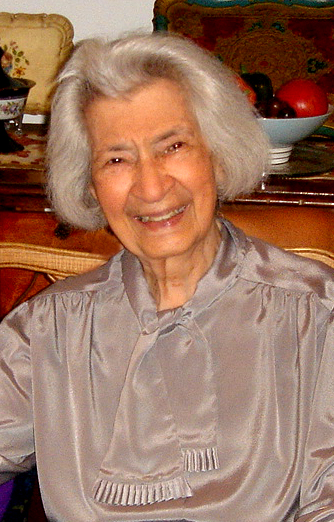
Ana Mercedes Asuaje de Rugeles; * 8. August

- 08. August: Ana Mercedes Asuaje de Rugeles, venezolanische Komponistin und Musikpädagogin († 2012)
- 09. August: Ferenc Fricsay, ungarischer Dirigent († 1963)
- 11. August: Alfredo Levy, kubanischer Pianist, Musikpädagoge, Chorleiter und Komponist († 1999)
- 16. August: Buddy Lucas, US-amerikanischer Jazz- und R&B-Musiker († 1983)
- 19. August: Hayasaka Fumio, japanischer Komponist († 1955)
- 25. August: Shizuko Kasagi, japanische Jazzsängerin; „Queen of Boogie“ († 1985)
- 27. August: Heidi Kabel, deutsche Volksschauspielerin, Hörspielsprecherin und Sängerin († 2010)
- 04. September: Tommy McQuater, britischer Jazzmusiker († 2008)
- 05. September: Guillermo Graetzer, argentinischer Komponist, Musikpädagoge und -wissenschaftler († 1993)
- 07. September: Graeme Bell, australischer Jazz-Pianist, Komponist und Bandleader († 2012)
- 10. September: Jean Dickenson, US-amerikanische Sängerin († 1989)
- 13. September: Jeanne Isabel Dorothy Ackland, kanadische Organistin, Pianistin, Musikpädagogin und Komponistin († 1998)
- 13. September: Leonard Feather, US-amerikanischer Jazzjournalist und Musikproduzent († 1994)
- 14. September: Michał Spisak, polnischer Komponist († 1965)
- 15. September: Gail Kubik, US-amerikanischer Komponist, Geiger und Musikpädagoge († 1984)
- 21. September: Slam Stewart, US-amerikanischer Jazzmusiker und Komiker († 1987)
- 23. September: Norman Cazden, US-amerikanischer Komponist († 1980)
- 24. September: Lee Moore, US-amerikanischer Country-Musiker († 1997)
- 24. September: Andrzej Panufnik, polnischer Komponist († 1991)
- 24. September: Horst Winter, deutsch-österreichischer Unterhaltungsmusiker († 2001)

### Oktober bis Dezember
- 03. Oktober: Sylvio Lacharité, kanadischer Dirigent und Komponist († 1983)
- 04. Oktober: Marvin Ash, amerikanischer Jazzmusiker († 1974)
- 10. Oktober: Herbie Brock, US-amerikanischer Jazzmusiker († 2007)
- 10. Oktober: Ivory Joe Hunter, US-amerikanischer R&B-Sänger, Pianist und Songschreiber († 1974)
- 10. Oktober: Maya Kübler, Schweizer Balletttänzerin, Kabarettistin und Pädagogin († 1995)
- 11. Oktober: Anton Orel, slowenischer Opernsänger († 1948)
- 12. Oktober: Thomas Windisch, Komponist, Architekt, Maler, Lyriker und Pianist († 2005)
- 14. Oktober: Wally Karveno, deutsch-französische Pianistin, Organistin, Komponistin, Klavierlehrerin, Lyrikerin, Komödiantin und Feministin († 2015)
- 17. Oktober: Michael Danzinger, österreichischer Pianist, Unterhaltungskünstler und Komponist († 2007)
- 19. Oktober: Gerd Sannemüller, deutscher Komponist und Musikwissenschaftler († 2008)
- 20. Oktober: Fayard Antonio Nicholas, US-amerikanischer Tänzer, Sänger und Schauspieler († 2006)
- 25. Oktober: Jewgeni Alexandrowitsch Mursin, russischer Ingenieur und Erfinder des ANS-Synthesizers († 1970)
- 30. Oktober: Wadym Homoljaka, ukrainischer Komponist, Musikpädagoge und Schauspieler († 1980)
- 02. November: Felicitas Kukuck, deutsche Komponistin († 2001)
- 05. November: Jack McVea, US-amerikanischer Jazz- und R&B-Musiker († 2000)
- 08. November: Eileen Kramer, australische Tänzerin, Choreographin und Künstlerin († 2024)
- 13. November: John Latouche, US-amerikanischer Schriftsteller und Librettist († 1956)
- 13. November: Hugo Steurer, deutscher Pianist und Musikpädagoge († 2004)
- 14. November: Eric Crozier, englischer Opernregisseur und Librettist († 1994)4

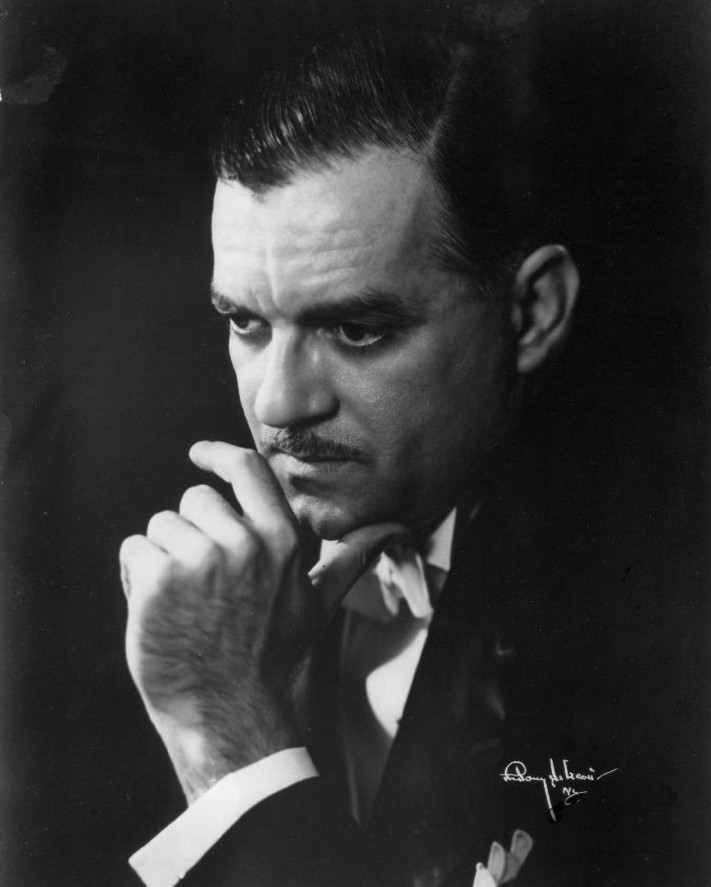
Jorge Bolet; * 15. November

- 15. November: Jorge Bolet, US-amerikanisch-kubanischer Pianist († 1990)
- 15. November: Don Les, US-amerikanischer Mundharmonikaspieler († 1994)
- 16. November: Roberto Nicolosi, italienischer Jazzmusiker († 1989)
- 20. November: Fritz Goller, deutscher Komponist († 1986)
- 22. November: Tamara Ciobanu, moldauische Opern- und Volkssängerin († 1990)
- 25. November: Eddie Boyd, US-amerikanischer Musiker († 1994)
- 26. November: Roberto Chanel, argentinischer Tangosänger, -komponist und -dichter († 1972)
- 27. November: Warren Vaché seniorUS-amerikanischer Jazzmusiker († 2005)
- 28. November: Josef Coesfeld, deutscher Maskenbildner und Sänger († 1989)
- 02. Dezember: Eddie Sauter, US-amerikanischer Jazzmusiker und Orchesterleiter († 1981)

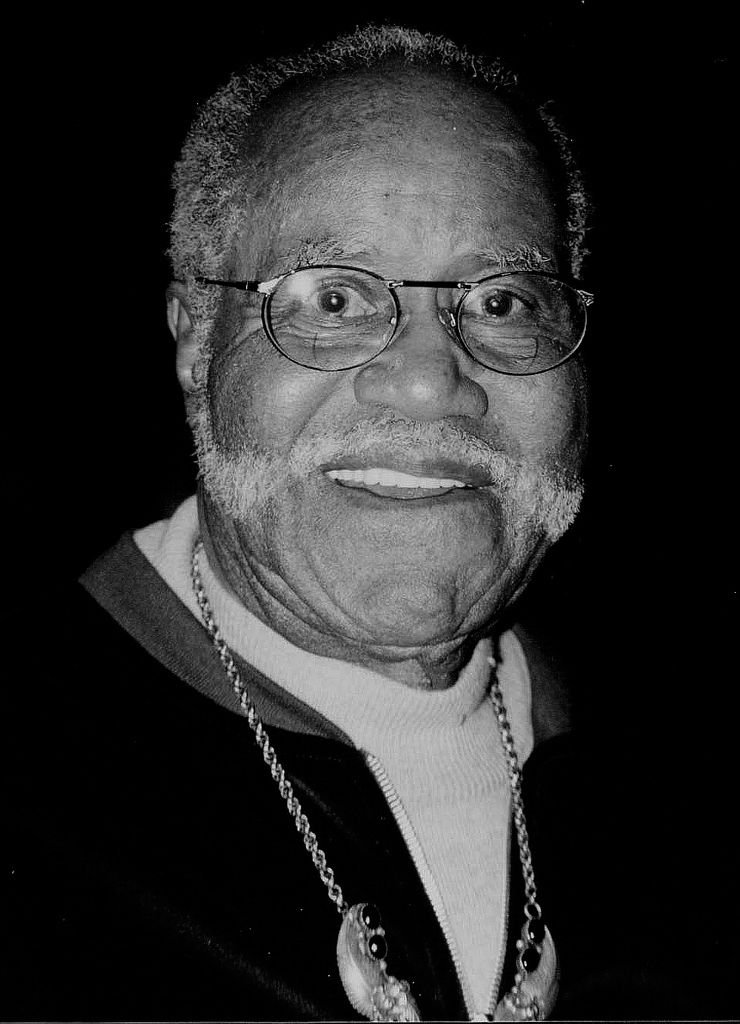
Pops Staples; * 2. Dezember

- 02. Dezember: Pops Staples, US-amerikanischer Gospel- und R&B-Musiker († 2000)
- 05. Dezember: Gabriel Magyar, ungarischer Cellist und Musikpädagoge († 2011)
- 08. Dezember: Hilda Horak, slowenische Pianistin, Musikpädagogin und Komponistin († 1995)
- 10. Dezember: Erich Pizka, österreichischer Hornist und Professor († 1996)
- 13. Dezember: Marisa Morel, italienische Sängerin, Opernregisseurin und Gesangspädagogin († nach 1959)
- 17. Dezember: Francis Bay, belgischer Dirigent († 2005)
- 17. Dezember: Antoine Reboulot, französisch-kanadischer Organist († 2002)
- 18. Dezember: Connie Curtis Crayton, US-amerikanischer Blues-Sänger und Gitarrist († 1985)
- 22. Dezember: Johann Täubl, österreichischer Komponist und Musikpädagoge († 2001)
- 29. Dezember: Billy Tipton, US-amerikanischer Jazzmusiker († 1989)
- 30. Dezember: Nicolai Shutorev, US-amerikanischer Sänger russischer Abstammung († 1948)

### Genaues Geburtsdatum unbekannt
- Farid Sagidullowitsch Jarullin, tatarischer Komponist († 1943)
- Alfred Nieman, britischer Pianist und Komponist († 1997)
- Saliha, tunesische Sängerin († 1958)
- Rudy Toombs, US-amerikanischer Songwriter († 1962)
- Bobby Williams, US-amerikanischer Jazzmusiker (Saxophon)

### Geboren um 1914
- Dorothea Trowbridge, US-amerikanische Bluessängerin († unbekannt)

## Gestorben

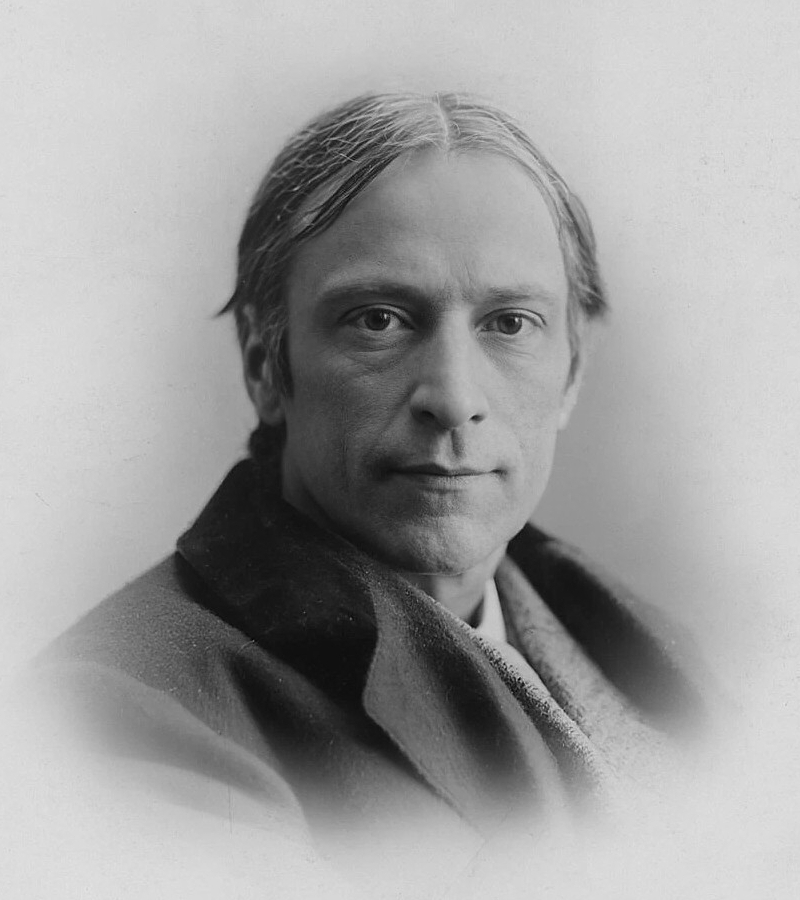
Sir Hubert von Herkomer; † 31. März

### Todesdatum gesichert
- 14. Januar: Franz Rudolph Wurlitzer, US-amerikanischer Musikinstrumentenhersteller (* 1831)
- 16. Januar: Max Hieber, deutscher Geiger, bayerischer Hofmusiker und Professor (* 1852)
- 26. Januar: Nina Stollewerk, österreichische Komponistin, Pianistin, Sängerin und Dirigentin (* 1825)
- 03. Februar: Wenzel Josef Heller, böhmischer Komponist, Kirchenmusiker, Militärkapellmeister und Chorleiter (* 1849)
- 22. Februar: Marie Chassevant, französische Musikpädagogin (* 1836)
- 01. März: Tor Aulin, schwedischer Komponist (* 1866)
- 03. März: Victor Nováček, tschechischer Geiger und Musikpädagoge (* 1875)
- 04. März: Benjamin Dwight Allen, US-amerikanischer Komponist (* 1831)

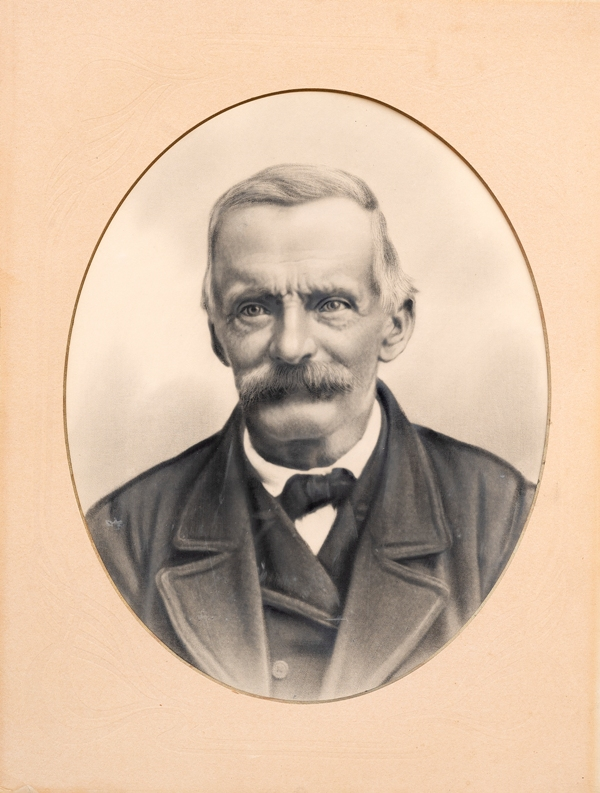
Josef Reisenbichler; † 17. Mai

- 07. März: Henryk Dobrzycki, polnischer Arzt, Philanthrop und Komponist (* 1841)
- 17. März: Giuseppe Buonamici, italienischer Komponist (* 1846)
- 19. März: August Glück, deutscher Musiklehrer, Pianist, Organist und Komponist (* 1852)
- 31. März: Hubert von Herkomer, englischer Maler, Bildhauer, Musiker und Schriftsteller (* 1849)
- 06. April: Karl Nawratil, österreichischer Justiz- und Advokaturbeamter und Komponist (* 1836)
- 12. April: Josef Nešvera, tschechischer Komponist (* 1842)
- 23. April: Hildur Schirmer, deutsch-norwegische Sopranistin, Gesangslehrerin und Frauenrechtlerin (* 1856)
- 17. Mai: Josef Reisenbichler, österreichischer Mundartdichter, Komponist und Original (* 1839)
- 01. Juni: Albert Werkenthin, deutscher Komponist, Pianist, Organist, Musiklehrer und Musikdirektor (* 1842)
- 02. August: Gabriel Dupont, französischer Komponist (* 1878)

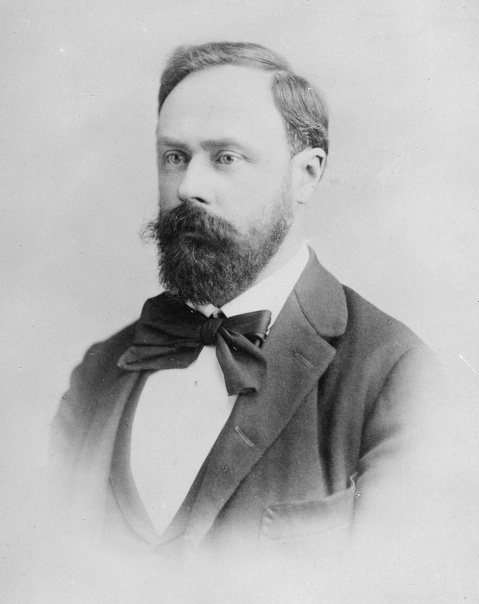
Richard Heuberger; † 28. Oktober

- 28. August: Anatoli Ljadow, russischer Komponist (* 1855)
- 07. September: Georges Kriéger, französischer Organist und Komponist (* 1885)
- 21. September: Laurits Christian Tørsleff, dänischer Sänger und Gesangspädagoge (* 1849)
- 23. September: Alexander Winterberger, deutscher Organist, Pianist und Komponist (* 1834)
- 07. Oktober: Gabriel Montoya, französischer Chansonnier und Lyriker (* 1868)

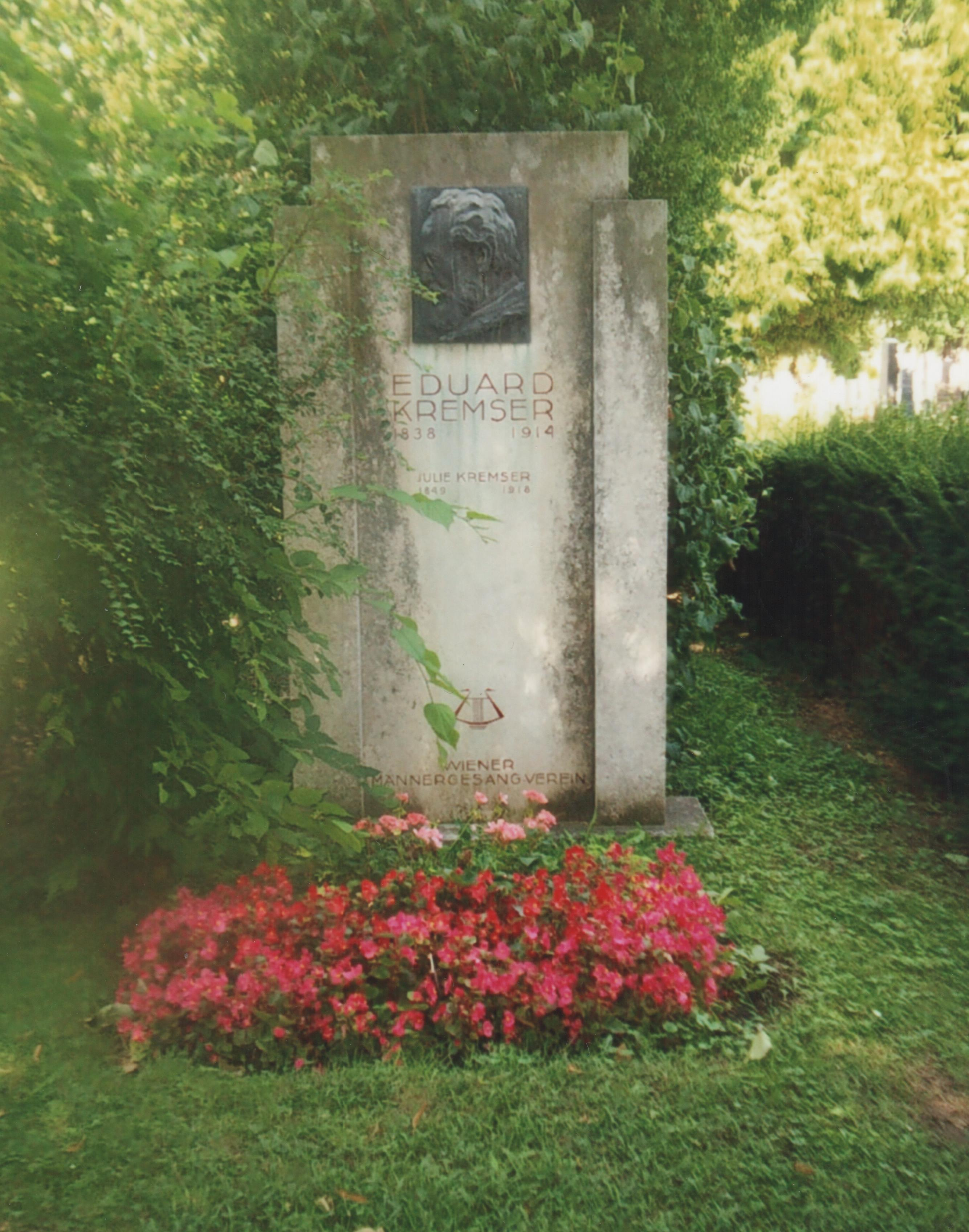
Grabstätte von Eduard Kremser

- 28. Oktober: Richard Heuberger, österreichischer Komponist (* 1850)
- 09. November: Arturo Colautti, Schriftsteller, Journalist, Dichter und Librettist (* 1851)
- 20. November: Viktorin Berger, salzburgischer römisch-katholischer Geistlicher und Kirchenmusiker (* 1855)
- 26. November: Eduard Kremser, österreichischer Komponist, Arrangeur und Dirigent (* 1838)
- 04. Dezember: Charles Malo, französischer Orchesterleiter und Komponist (* 1835)
- 25. Dezember: Bernhard Stavenhagen, deutscher Komponist (* 1862)

### Genaues Todesdatum unbekannt
- Jules Bouver, französischer Organist und Komponist (* 1867)
- Eugen Spitzweg, deutscher Verleger (* 1840)